# 兵器广场 (魁北克市)
兵器广场（Place d'Armes）是加拿大魁北克市魁北克老城的一个广场，位于芳堤娜城堡北侧。

## 位置
兵器广场形状为梯形，北到圣安娜街（rue Sainte-Anne），南到圣路易街（rue Saint-Louis），东到堡垒街（Rue du Fort），西到特洛斯街（rue du Trésor）。面积为5000平米。
广场的中心是信仰纪念碑（Monument à la Foi），高12米。

## 名称
兵器广场通常是位于要塞的中心，是一个小部队的集合地点，以及举行军事生活重要仪式的中央空间。

## 历史
兵器广场由新法兰西总督夏尔·德·蒙马尼（Charles Jacques Huault de Montmagny）开辟于1640年到1648年之间，作为军事演习的地方。
1830年魁北克城堡建成以后，它失去了军事功能。。1832年草坪被保护起来。1865年，它改为一个公园，中央是一个水池。
信仰纪念碑树立于1915年，用以纪念重整圣方济各会（Ordre des récollets frères mineurs）抵达魁北克。 

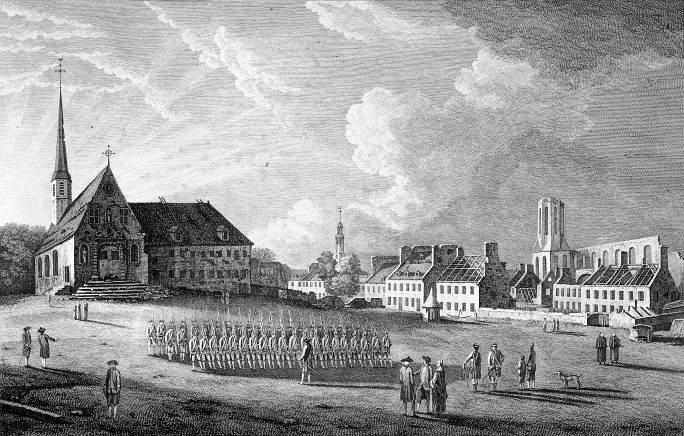
左侧：重整圣方济各会教堂和修道院，中部：耶稣会圣耿加禄学院（Collège Saint-Charles-Garnier），右侧：魁北克圣母圣殿主教座堂，1761年。
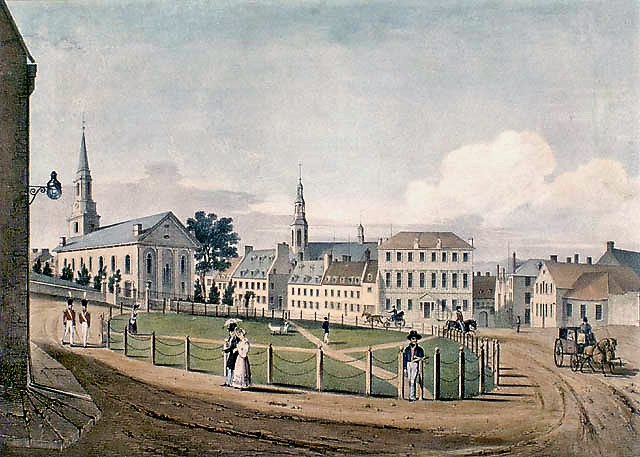
1832年

## 著名建筑和纪念地点
兵器广场周围环绕着若干著名建筑物，例如南侧的芳堤娜城堡，以及西侧的原法院和圣公会圣三一座堂。

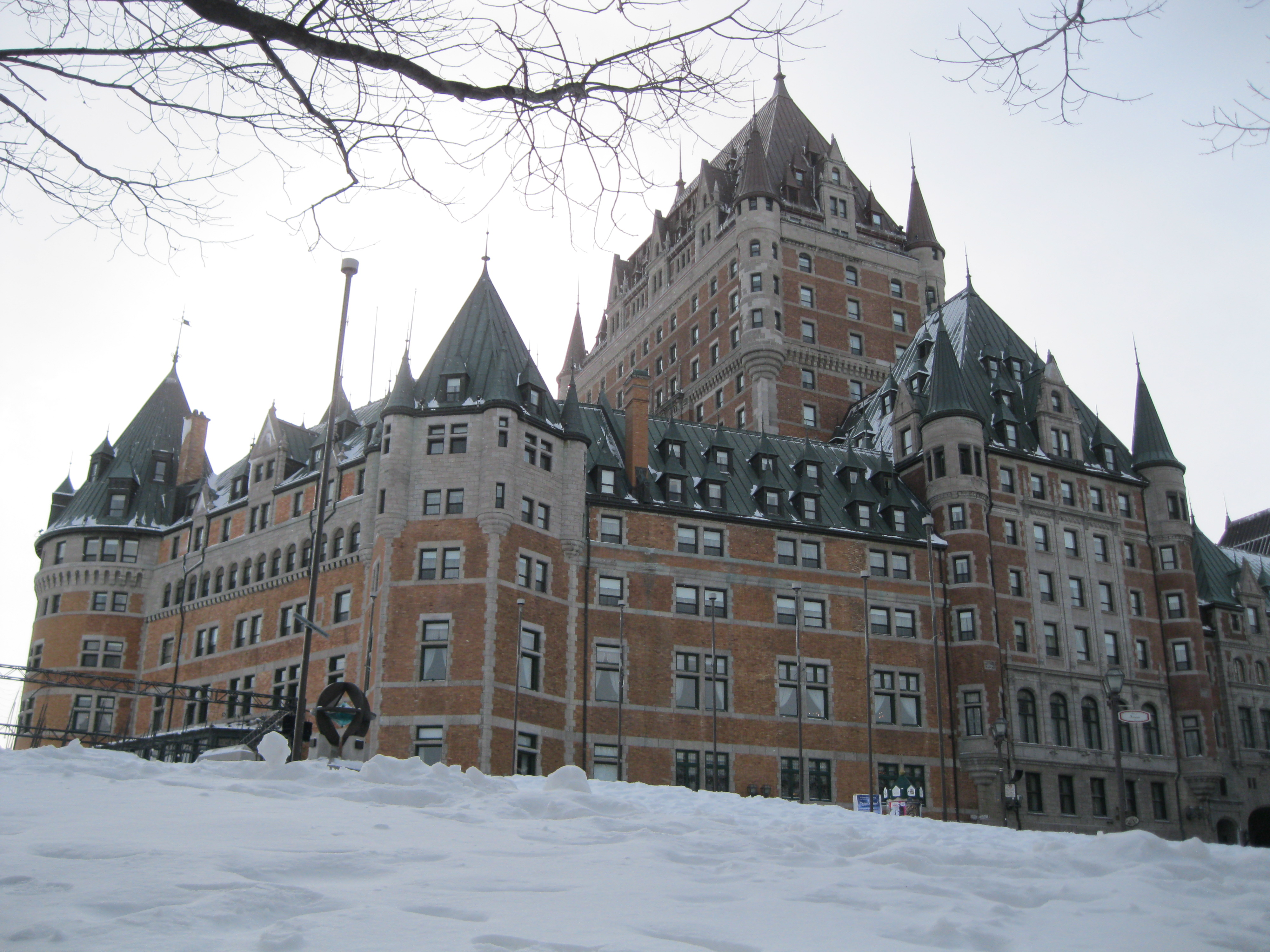
芳堤娜城堡
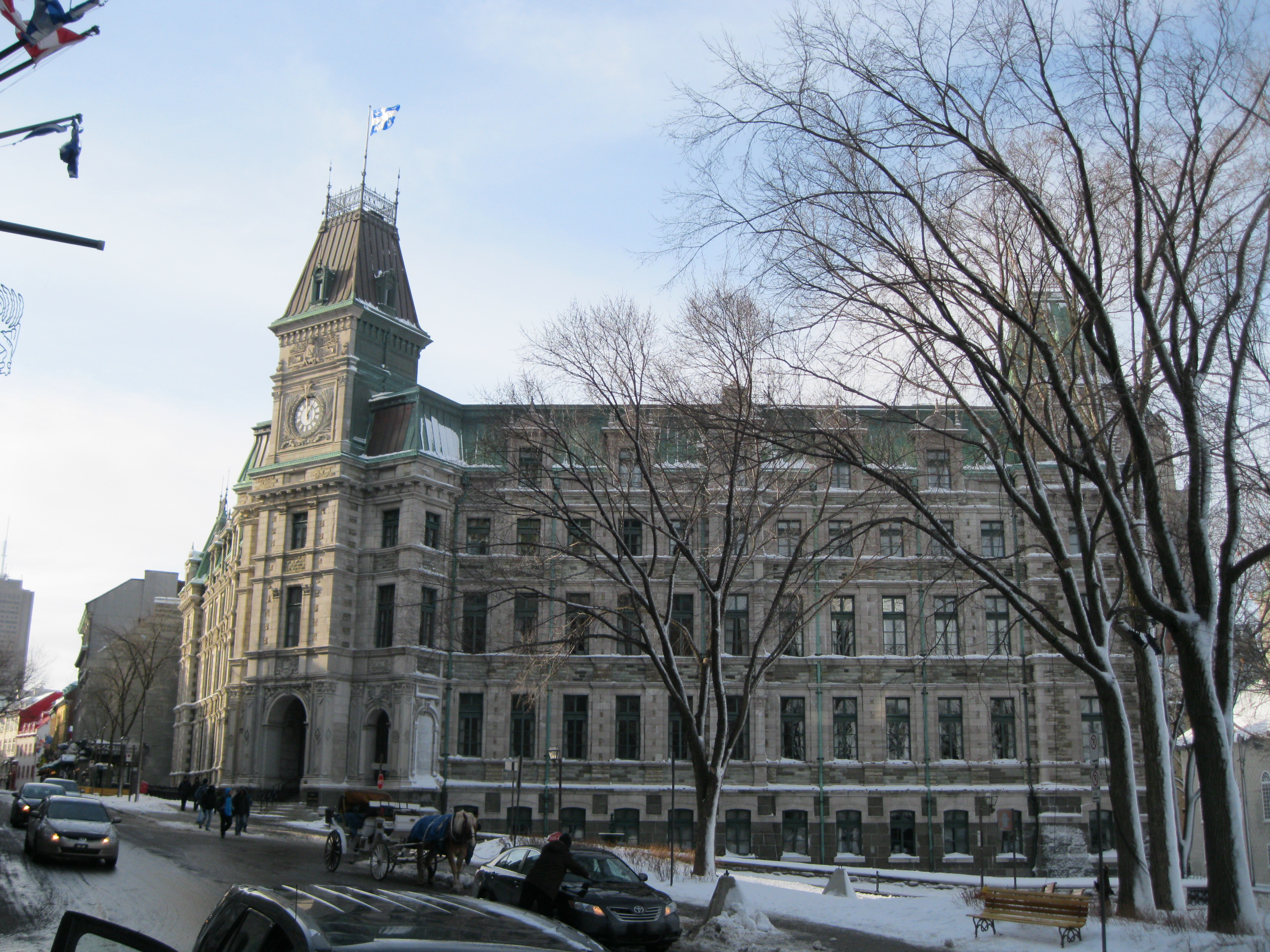
Édifice Gérard-D.-Levesque
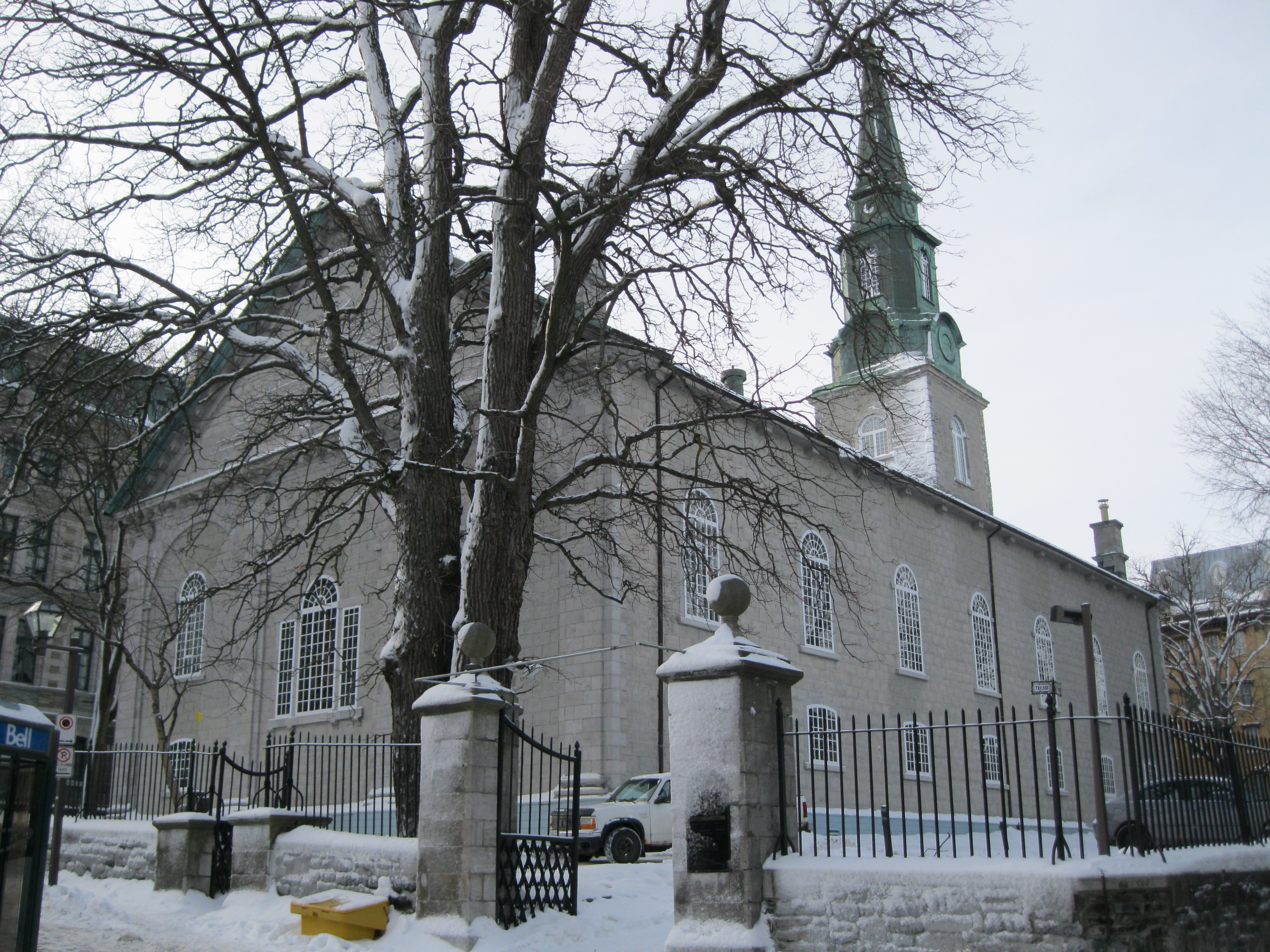
圣三一座堂 (魁北克市)